# Рогодзьоб смарагдовий
Рогодзьо́б смарагдовий (Calyptomena viridis) — вид горобцеподібних птахів родини смарагдорогодзьобових (Calyptomenidae).

## Поширення
Вид поширений на Малакському півострові, півдні Таїланду та М'янми, на Суматрі, Калімантані та низці дрібних індонезійських островів. Мешкає у передгірних та низинних дощових лісах.

## Опис
Птах завдовжки 17—20 см, вагою до 115 г. Кремезний і пухкий на вигляд птах з великою головою, загостреними крилами, квадратним і коротким хвостом. Пір'я біля основи дзьоба утворює характерний пучок, з-під якого ледь видно короткий дзьоб. Оперення яскраво-зеленого забарвлення, лише кінець хвоста та три смуги на крилах чорного кольору. У деяких птахів є чорна пляма між оком і дзьобом.

## Спосіб життя
Веде поодинокий спосіб життя. Живиться фруктами і ягодами, інколи комахами та їхніми личинками. Поживу шукає в кронах дерев. Розмножується впродовж всього року. Моногамних пар не створює. Самиця будує гніздо серед гілок дерев. У гнізді 2—3 білих яйця. Інкубація триває близько трьох тижнів. Самиця піклується про пташенят упродовж 4 тижнів.